# MUST-szűrőmódszer
A MUST-szűrőmódszert (MUST = Malnutrition Universal Screening Tool, univerzális alultápláltsági szűrőeszköz) a Brit Enterális és Parenterális Táplálási Társaság (BAPEN) dolgozta ki. Célja, hogy a betegséghez kapcsolódó tápláltsági állapotot és alultápláltsági rizikót szűrje.

## A mérés lépései és kiértékelése

### A mérés lépései
1. lépés: A jelenlegi állapot meghatározása a BMI alapján
2. lépés: Az elmúlt három hónapban történt fogyás mértéke
3. lépés: Akut betegség hatása a táplálkozásra

### A mérés kiértékelése
Mindhárom lépésben 0, 1 vagy 2 pont adható, így a maximális pontszám 6 pont lehet.
0 összpontszám = alacsony kockázat tápláltsági állapot szempontjából.
1 összpontszám = közepes kockázat tápláltsági állapot szempontjából.
2 vagy több pont = magas kockázat tápláltsági állapot szempontjából